# Diabolokulor

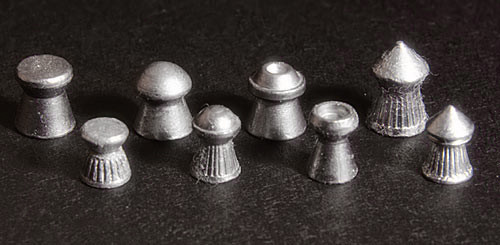
Platta, runda, hålspets och spetsiga diabolokulor i kaliber 5,5 mm (bakre raden) och 4,5 mm (främre raden).

Diabolokulor är en typ av ammunition för luftgevär och luftpistoler med en form som påminner om en diabolo, vanligen i kaliber 4,5 mm eller 5,5 mm. Diabolokulor är oftast gjorda av bly. Framänden är platt eller aningen rundad, i sällsynta fall spetsig. Vid tävlingsskytte används alltid kulor med platt spets för att få en så jämn kant på hålet i tavlan som möjligt. Bakänden är konisk och ihålig för att tyngdpunkten ska hamna långt fram vilket gör kulan stabilare. På mitten har kulan en tydlig midja. Sidorna är ibland räfflade. Längden brukar vara något större än kalibern.